# 水谷妃里
水谷 妃里（みずたに ゆり、1987年1月2日 - ）は、日本の元ファッションモデル、元女優。
千葉県木更津市出身。スペースクラフトに所属していた。

## 人物
- 特技は水泳・陸上競技（走高跳）。
- 趣味はプリクラを撮ること・音楽鑑賞。
- 実妹は、かつてBon-Bon Blancoでボンゴを担当していたRURI。
- 既婚。2015年に女児出産。

## 出演

### 映画
- トイレの花子さん（1995年7月1日）
- 新生・トイレの花子さん（1998年7月4日）北村真理 役
- カラオケ（1999年6月12日）小泉恵子 役
- ピンポン（2002年7月20日）服部まこ 役
- チルソクの夏（2004年4月17日）主演・遠藤郁子 役
- 千の風になって 天国への手紙（2004年7月31日）和美 役
- カーテンコール（2004年11月12日）佳代 役
- ラブサイコ 狂惑のホラー 「一緒に死にたい」（2006年7月15日）主演
- コーラスたい♪ 〜彼女たちのキセキ〜（2007年10月7日）主演・有紀 役
- 日本映画学校 卒業制作映画 炎（2008年）
- 1980s short movies meeting vol.0.5 ざっぱ（2009年）

### テレビドラマ
- shin-D 天使にKISS（1997年5月-6月、日本テレビ）
- 金曜ドラマ ランデヴー （1998年7月-9月、TBS）岩田栞 役
- 砂の上の恋人たち（1999年10月-12月、関西テレビ）五十嵐麻衣 役
- 怖い日曜日〜2000〜 第8回 祠の秘密（2000年8月27日、日本テレビ）
- 夏少女ウメ子（2001年9月16日、BS-i）
- 火曜サスペンス劇場 だます女だまされる女6・耳飾り（2003年8月26日、日本テレビ）片倉弥生 役
- 相棒 season3 第14話「薔薇と口紅〜名門殺人学園の美女」（2005年2月16日、テレビ朝日）山内久美子 役
- ホーリーランド（2005年4月-6月、テレビ東京）伊沢マイ 役
- 第17回フジテレビヤングシナリオ大賞 unplugged（2005年12月17日、フジテレビ）瀬戸瑛子 役
- 日曜劇場 鉄板少女アカネ!! 第4話（2006年11月5日、TBS）姫野桃香 役
- ドラマW 黒い春（2007年3月21日、WOWOW）楠本涼子 役
- 銭華2 DX豪華版 （2007年4月4日、日本テレビ）永田知里 役
- あしたの、喜多善男〜世界一不運な男の、奇跡の11日間〜（2008年1月-3月、関西テレビ）田中多枝子 役
- 華麗なるスパイ MISSION 4（2009年8月8日、日本テレビ）カオリン 役
- コーセーコスメポートドラマスペシャル 探偵M（2009年10月28日、日本テレビ）佐藤美紀 役
- チーム・バチスタ2 ジェネラル・ルージュの凱旋 第1話（2010年4月6日、関西テレビ）高山美穂 役
- 仮面ライダーオーズ/OOO 第23話・第24話（2011年2月20日・27日、テレビ朝日）佐倉麗 役
- 名探偵コナン 工藤新一への挑戦状 第6話（2011年8月11日、読売テレビ）甘城久美 役
- 月曜ゴールデン（TBS）
  - 浅見光彦シリーズ 第30作「化生の海」（2011年9月19日）宇戸佳代 役
  - 検事・霧島三郎（2014年12月15日）エリカ 役
  - 世田谷駐在刑事（2012年6月18日）三田村彩 役
- 水曜ミステリー9 多摩南署たたき上げ刑事・近松丙吉9 見知らぬ死体（2012年1月25日、テレビ東京）ネイルサロンの店員 役
- 水曜ドラマ トッカン 特別国税徴収官 第1話・第3話・第4話（2012年7月4日・18日・25日、日本テレビ）クラブのホステス 役
- パナソニック ドラマシアター 宮部みゆきミステリー パーフェクト・ブルー 第3話（2012年10月22日、TBS）紺野ひかり 役
- プレミアムよるドラマ 天使はモップを持って 第3回（2013年5月18日、NHK BSプレミアム）松苗由美 役
- 遺留捜査 第3シリーズ 第6話（2013年5月22日、テレビ朝日）高梨優香 役
- プレミアムよるドラマ ダブルトーン〜2人のユミ〜 第2話（2013年7月6日、NHK BSプレミアム）保育士 役
- ドラマ特別企画 時計屋の娘（2013年11月18日、TBS）彩 役
- ドラマスペシャル 遺留捜査（2014年10月19日、テレビ朝日）里田梢恵 役

### 舞台
- エデンの東（2005年5月）アブラ 役
- ANGEL GATE〜春の予感〜（2006年4月・2007年5月）ハル 役
- 東京等身大〜彼女の異常な日常〜（2006年3月）茜 役
- 東京等身大 II〜生きづらい女たち〜（2007年8月）主演・中林サリナ 役
- 黒部の太陽（2008年10月）北川牧子 役
- 蒼空時雨（2011年7月）譲原紗矢 役
- WORKING!!（2012年5月）白藤杏子 役
- ネジ工場（2012年6月）灯 役
- 吐息雪色（2012年12月）譲原紗矢 役

### CM
- 石原装美
- JR西日本（1995年）
- ヤマハ マジェスティ250（1997年）
- ソニー ハンディカムTR-3000（1998年）
- 任天堂 ポケットハローキティ（1998年 - ）
- 大塚製薬 ザ・カルシウム（1998年）
- 雪印ドール 『Dole 100％ジュース〜ギターと少女編』（1998年）
- 資生堂 スーパーマイルドシャンプー（1998年）
- 日立製作所
- ディズニービデオ
- ジョンソン・エンド・ジョンソン Clean&Clear（1999年）
- アサヒ飲料 三ツ矢サイダー（2001年）
- KDDI 2002 Dion by KDDI『別れ』編
- JT セノビー（2002年）
  - 『森のくまさん篇』
  - 『ユリちゃんのおじいちゃん篇』
  - 『ジャイアントスイング篇』
- ロッテ 紗々 （2002年）
- 銀座ダイヤモンドシライシ 『初めての共同作業・結婚指輪篇』（2010年）
- NTTドコモ らくらくホン ベーシック3（2011年4月22日 - ）アドバイザー 役
  - 「話して解決 総論」篇
  - 「話して解決 写真メール」篇
  - 「話して解決 デコメ」篇
- 花王「母になる私編」（2011年10月30日 - ）
- 三井住友フィナンシャルグループ 三井住友銀行「新天地での出会い」篇（2012年2月22日 - ）
- ジャパンゲートウェイ Reveur 「髪のキレイな親子編」（2014年4月1日 - ）映画『テルマエ・ロマエII』コラボCM

### WEB
- 角川ホラーシネマ MAIL 第五昇天 あけちゃ、ダメ!（2004年6月 - ）高崎綾 役
- ハルキWebシネマ 第二弾「怖い本」第3話『ルームシェア』（2006年2月）
- 角川ホラーシネマⅢ「ラブサイコ狂惑のホラー」『一緒に死にたい』（2006年4月）
- 短篇.jpルーキーズ 第３弾 ココダケノハナシ（2008年）
  - 第4話『美味しいコーヒー』斉藤薫 役
  - 第5話『キッスがしたい』栗原未来 役

### PV
- BREAKERZ『世界は踊る』（2008年9月24日）
- 前田敦子『君は僕だ』（2012年6月20日）
- 奥田民生『風は西から』（2013年9月11日）

### その他
- ジャングルブック ケニア編海外レポーター（2002年3月、テレビ朝日）
- センバツバーニングスタジアム→みんなの甲子園司会（2002年 - 2003年、毎日放送、GAORA）
- V6スペシャルDVD『それぞれの空 -DRAMA STORY CLIP-』（2007年、エイベックス・エンタテインメント）

## 書籍

### 写真集
- 放課後の天使たち 新生 トイレの花子さん（1998年、ワニブックス） ISBN 9784847024955

### 雑誌
- ランナーズ（2004年）

## 受賞歴
- 2004年 全国映連賞 女優賞『チルソクの夏』